# Sylph Chasma
Il Sylph Chasma è una struttura geologica della superficie di Ariel.